# Підствольна зброя

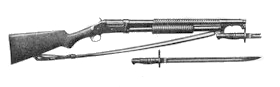
Winchester Model 1897 «Окопна рушниця» M1917 з багнетом.

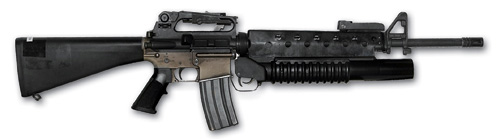
Підствольний гранатомет M203, встановлений на американській автоматичній гвинтівці М16

Підствольна зброя (англ. under-barrel weapon) — вогнепальна чи холодна зброя, що монтується під дуло ствола, і виконує функцію допоміжної, другої зброї.